# Antefungivora elongata
Antefungivora elongata  (лат.) — ископаемый вид двукрылых насекомых рода Antefungivora из семейства Pleciomimidae. Обнаружен в юрских отложениях Казахстана (Karatau-Galkino, Чимкент, около 160 млн лет).
Длина тела 4,25 мм, длина крыла — 2,50 мм.
Вид Archilycoria elongata был впервые описан в 1946 году советским палеоэнтомологом профессором Борисом Борисовичем Родендорфом (1904—1977, ПИН АН СССР, Москва) вместе с таксонами Eoboletina gracilis, Eohesperinus martynovi, Eopachyneura trisectoralis, Fungivorites indistinctus, Lycoriomima ventralis, Mesopleciella minor и другими новыми ископаемыми видами. Таксон Antefungivora elongata был первоначально включён в состав рода Lycorioplecia Rohdendorf 1946, а затем в Antefungivora Rohdendorf, 1938. Сестринские таксоны: A. haifanggouensis, A. brachyptera, A. germanica, A. magna, A. mictis, A. prima, A. ventralis, A. zherichini.